# 比
比（ひ、英: ratio）とは、2つ以上の0でない数の比例関係を表したもの。
一般に2つの数 a, b の比は a:b と表される。記号 a:b は「a対b」と読む。a を前項（）、b を後項（）という。また、前項と後項を入れ替えた b:a を元の比の逆比（）または反比（）という。3数以上の場合も a:b:c のように表し、特に連比（）という。
テレビ受像機やコンピュータのディスプレイの寸法や画面解像度は様々だが、横幅と縦幅の比（アスペクト比）は規格ごとに統一されている。例えばアスペクト比が 16:9 であるとは、横幅の 1/16 の長さが縦幅の 1/9 の長さに等しいことを示す。画面解像度 1280×720 のディスプレイと 1920×1080 のディスプレイはいずれもアスペクト比 16:9 である。
比において、前項と後項に（0以外の）同じ数をかけたものも同じ比である。つまり、a:b = ka:kb, (k ≠ 0)。
比 a:b に対して分数 a/b を比の値という。
比の値は b を単位量とした a の大きさ（割合）と見なすことができる。また、a:b = a/b:1 なので比の値は後項を 1 としたときの前項と言い換えることができる。後項を 100 とした前項(=100a/b)を百分率、またはパーセントという。
比例 y = kx が成り立つとき、y:x の比の値 y/x と比例定数 k とは等しくなる。
a:b = c:d のような式を比例式という。a と d を外項、b と c を内項という。2つの比が等しい場合、外項同士の積 ad と内項同士の積 bc は等しい。このことは、a/b = c/d の両辺を bd 倍すると ad = bc となることから分かる。